# Liste der Orte im Landkreis Kaiserslautern

Wappen des Landkreises Kaiserslautern

Die Liste der Orte im Landkreis Kaiserslautern enthält die Städte, Verbandsgemeinden, Ortsgemeinden und Gemeindeteile (Ortsbezirke, Wohnplätze und sonstige Gemeindeteile) im rheinland-pfälzischen Landkreis Kaiserslautern.

Es handelt sich dabei um das amtliche Verzeichnis der Gemeinden und Gemeindeteile und setzt sich zusammen aus dem vom Statistischen Landesamt Rheinland-Pfalz geführten amtlichen Namensverzeichnis der Gemeinden und dem vom Landesamt für Vermessung und Geobasisinformation Rheinland-Pfalz geführten amtlichen Verzeichnis der Gemeindeteile.

## Verbandsgemeinde Bruchmühlbach-Miesau
Gemeinden und Gemeindeteile in der Verbandsgemeinde Bruchmühlbach-Miesau:
- Bruchmühlbach-Miesau
  - Bruchmühlbach
  - Auf dem Bergfeld
  - Belzmühle
  - Tausendmühle
  - Bruchwiesenhof
  - Buchholz
  - Elschbach
  - Am Bahnhof
  - Am Schwimmbad
  - Schanzermühle
  - Miesau
  - Birkenhof
  - Schanzerhof
  - Vogelbach
  - Am alten Zoll
  - Bahnposten 20
  - Vogelbachermühle
- Gerhardsbrunn
  - Scharrhof
  - Scharrmühle
- Lambsborn
  - Haus Heideblick
  - Heidehof
- Langwieden
  - Artamhof
  - Steigwiesen
  - Schernau
  - Pletschmühle
  - Reesberger Hof
  - Sternbrunnerhof
  - Ziegelhütte
  - An der Dümpfelhecke
- Martinshöhe

## Verbandsgemeinde Enkenbach-Alsenborn
Gemeinden und Gemeindeteile in der Verbandsgemeinde Enkenbach-Alsenborn:
- Enkenbach-Alsenborn
  - Alsenborn
  - Hetschmühle
  - Enkenbach
  - Am Herlenberg 1
  - Bordmühle
  - Daubenbornerhof
  - Daubenbornerhof 9
  - Hahnerhof
  - Im Hinterbusch
  - Obere Eselsmühle
  - Riesenhütte
  - Untere Eselsmühle
- Fischbach
  - Altenhof
  - Schorlenberg
- Frankenstein
  - Alte Straße
  - Bordmühle am Leinbach
  - Bordmühle an der Kehr
  - Diemerstein
  - Galgental
  - Klaftertalerhof
  - Rußhütte
- Hochspeyer
  - Heiligenberg
- Mehlingen
  - Baalborn
  - Mehlingen
  - Eselsfürth
  - Fröhnerhof
  - Im Sand
  - Mehlingerhof
  - Neukirchen
- Neuhemsbach
  - Bahnhof Neuhemsbach
  - Heinzental
  - Randeckerhof
  - Rotwiesenhof
- Sembach
  - Eichenbachermühle
  - Längstlerhof
  - Ziegelhütte
- Waldleiningen
  - Schwarzsohl, Waldhaus
  - Stüterhof

## Verbandsgemeinde Landstuhl
Gemeinden und Gemeindeteile in der Verbandsgemeinde Landstuhl:
- Bann
  - Steigerhof, Forsthaus
- Hauptstuhl
  - Forsthaus Neubau
- Kindsbach
  - Am Sandweiher
- Krickenbach
  - Ameisenhof
  - Bohlenhof
  - Erkelshäuserhof
  - Schweinstal
- Landstuhl, Sickingenstadt
  - Am Rothenborn
  - Bildschacherhof
  - Breitenwald
  - Fleischackerloch
  - Harzofen
  - Kahlenberg, Forsthaus
  - Melkerei
- Linden
  - Ländler-Hof
  - Lindener Mühle
  - Weiherhof
- Mittelbrunn
  - Mittelbrunnermühle
  - Mühlbergerhof
- Oberarnbach
  - Weiherberg
- Queidersbach
  - Schweinstal
  - Stempelberg, Forsthaus
  - Zuckerhof
- Schopp
  - Finsterbrunnertal
  - Pulvermühle
- Stelzenberg
  - Alte Schmelz
  - Breitenau
  - Eisenschmelz
  - Horst, Forsthaus
  - Walzwerk
- Trippstadt
  - Antonihof
  - Aschbacherhof
  - Bartelsberg
  - Bergfeld
  - Gutenbrunnen
  - Hasenberg
  - Heidenkopf
  - Johanniskreuz
  - Karlstalhaus
  - Langensohl
  - Lauberhof
  - Meiserspring
  - Meisertal
  - Mittelhammer
  - Neuhof
  - Oberhammer
  - Sägmühle
  - Tiefenteich
  - Unterhammer
  - Weiherfelderhof
  - Wilensteinerhof
  - Wilensteinermühle

## Verbandsgemeinde Otterbach-Otterberg
Gemeinden und Gemeindeteile in der Verbandsgemeinde Otterbach-Otterberg:
- Frankelbach
  - Brühlhof
  - Grubenhof
  - Olsbrücken, Bahnhof
- Heiligenmoschel
  - Frankenhof
  - Horterhof
  - Rohmühle
  - Sickingerhof
- Hirschhorn/Pfalz
  - Wölhof
- Katzweiler
  - Forellenwoog
  - Hirschhornerhof
  - Karlshof
  - Kühbörncheshof
  - Schafmühle
  - Sonnenhof
- Mehlbach
- Niederkirchen
  - Heimkirchen (Ortsbezirk)
  - Holbornerhof
  - Karlshöhe
  - Kreuzhof
  - Morbach (Ortsbezirk)
  - Niederkirchen (Ortsbezirk)
  - Bügenmühlerhof
  - Wörsbach (Ortsbezirk)
  - Amoshof
  - Neuhof
  - Rauschermühle
- Olsbrücken
  - Neumühle
- Otterbach
  - Otterbach
  - Falltal
  - Sambacher Ziegelhütte
  - Sambach (Ortsbezirk)
- Otterberg, Stadt
  - Althütterhof
  - Appental
  - Badweiher, Gaststätte
  - Beutlermühle
  - Birotshof
  - Drehenthalerhof (Ortsbezirk)
  - Dreibrunnen
  - Dudenbacherhof
  - Geisenmühle
  - Heiligenmoschelerberg
  - Lanzenbrunnerhof
  - Lauerhof
  - Messerschwanderhof
  - Münchschwanderhof
  - Neumühle
  - Ölmühle
  - Reichenbacherhof
  - Schloßberg
  - Weinbrunnerhof
- Schallodenbach
  - Hahnbacherhof
  - Wickelhof
- Schneckenhausen
  - Sonnenhof
- Sulzbachtal
  - Obersulzbach
  - Untersulzbach
  - Hirschhorner Bordenmühle

## Verbandsgemeinde Ramstein-Miesenbach
Gemeinden und Gemeindeteile in der Verbandsgemeinde Ramstein-Miesenbach:
- Hütschenhausen
  - Hütschenhausen
  - Elschbacherhof
  - Heidehof
  - Olenkorb
  - Ziegelhütte
  - Katzenbach
  - Spesbach
  - Rothenfelderhof
  - Simserhof
- Kottweiler-Schwanden
  - Kottweiler
  - Schwanden
- Niedermohr
  - Niedermohr
  - Eilbacherhof
  - Kirchmohr
  - Reuschbach
  - Schrollbach
  - Lerchenhof
- Ramstein-Miesenbach, Stadt
  - Miesenbach
  - Dansenbergerhof
  - Hebenhübelerhof
  - Langdellerhof
  - Rundwieserhof
  - Trifthof
  - Ramstein
  - Am Elteweg
  - Am Köhlwäldchen
  - Am Wackenberg
  - An der Schwarzbach
  - Autobahnmeisterei Ramstein im Wart
  - Breuntaler Hof
  - Jagdhaus
  - Kindsbach, Forsthaus
  - Königreich
  - Langgewannerhof
  - Mackenbach, Forsthaus
  - Molkerei
  - Moordammühle (ehemals Gemeinde Landstuhl)
  - Ziegelhütte
- Steinwenden
  - Obermohr
  - Porrbacherhof
  - Steinwenden
  - Auf der Ziegelhütte
  - Höfchen
  - Weltersbach

## Verbandsgemeinde Weilerbach
Gemeinden und Gemeindeteile in der Verbandsgemeinde Weilerbach:
- Erzenhausen
- Eulenbis
  - Mückenmühle
  - Untere Pfeifermühle
- Kollweiler
- Mackenbach
  - Langenfelderhof
- Reichenbach-Steegen
  - Albersbach
  - Fockenberg-Limbach (Ortsbezirk)
  - Reichenbach
  - Herrenbergerhof
  - Reichenbachsteegen
- Rodenbach
  - Am Tränkwald
  - Berghof
  - Forsthaus Rodenbach
  - Mückenhof
  - Wasserhaus
- Schwedelbach
  - Pörrbach
  - Schwedelbach
  - In den Fischäckern
  - Schwedelbachermühle
- Weilerbach
  - Eichwieserhof
  - Obere Pfeifermühle
  - Samuelshof
  - Schellenbergerhof
  - Ziegelhütte